# Джуліо Гаудіні
Джуліо Гаудіні (італ. Giulio Gaudini; 28 вересня 1904 — 6 січня 1948) — італійський фехтувальник, триразовий олімпійський чемпіон.

## Життєпис
Народився 1904 року в Римі. У 1924 році взяв участь в Олімпійських іграх в Парижі, де в складі італійської команди посів 4-те місце у фехтуванні на рапірах. 1928 року на Олімпійських іграх в Амстердамі став чемпіоном у командному заліку на рапірах, і бронзовим призером — в особистому. У 1929 році на Міжнародній першості з фехтування в Неаполі завоював золоту медаль в командному заліку на рапірах, і бронзову — в особистому. У 1930 році на Міжнародній першості з фехтування в Льєжі став володарем золотої медалі в командному заліку на рапірах, і срібної — в командному заліку на шаблях. 1931 року на Міжнародній першості з фехтування в Льєжі завоював золоту медаль в командному заліку на рапірах, і срібну — в командному заліку на шаблях. У 1932 році на Олімпійських іграх в Лос-Анджелесі став володарем чотирьох медалей: срібних в особистому та командному заліку на шаблях, срібної в командному заліку на рапірах, і бронзової в особистому заліку на рапірах. У 1933 році на Міжнародній першості з фехтування в Будапешті завоював золоті медалі в командних заліках на шаблях і рапірах, і бронзову — в особистому заліку на рапірах. У 1934 році на Міжнародній першості з фехтування в Варшаві завоював золоті медалі в особистому та командному заліку на рапірах, і срібні — в особистому та командному заліку на шаблях. У 1935 році на Міжнародному першості з фехтування в Лозанні став володарем золотої медалі в командному заліку на рапірах, і срібної — в командному заліку на шаблях. У 1936 році на Олімпійських іграх в Берліні Джуліо Гаудіно був прапороносцем італійської збірної на церемонії відкриття Ігор, став чемпіоном в особистому та командному заліку на рапірах, здобув срібну медаль в командному заліку на шаблях, і посів 6-те місце в особистому заліку на шаблях.
1937 року Міжнародна федерація фехтування заднім числом визнала всі Міжнародні першості з фехтування, які проходили раніше, чемпіонатами світу. У 1938 році на чемпіонаті світу в Пьєштяні Джуліо Гаудіно став володарем золотої медалі в командному заліку на шаблях.
Джуліо Гаудіно помер в 1948 році у 43 роки від раку.

## Виступи на Олімпіадах
| Олімпіада         | Дисципліна            | Місце |
| ----------------- | --------------------- | ----- |
| Париж 1924        | рапіра, командні      | 4     |
| Амстердам 1928    | рапіра, індивідуальні | 3     |
| Амстердам 1928    | рапіра, командні      | 1     |
| Лос-Анджелес 1932 | рапіра, індивідуальні | 3     |
| Лос-Анджелес 1932 | рапіра, командні      | 2     |
| Лос-Анджелес 1932 | шабля, індивідуальні  | 2     |
| Лос-Анджелес 1932 | шабля, командні       | 2     |
| Берлін 1936       | рапіра, індивідуальні | 1     |
| Берлін 1936       | рапіра, командні      | 1     |
| Берлін 1936       | шабля, індивідуальні  | 6     |
| Берлін 1936       | шабля, командні       | 2     |